# Liste der Baudenkmale in Rappin
In der Liste der Baudenkmale in Rappin sind alle Baudenkmale der Gemeinde Rappin (Landkreis Vorpommern-Rügen) und ihrer Ortsteile aufgelistet. Grundlage ist die Veröffentlichung der Denkmalliste des Landkreises Vorpommern-Rügen, Auszug aus der Kreisdenkmalliste vom August 2015.

## Rappin
| ID  | Lage                  | Bezeichnung                                                              | Beschreibung | Bild           |
| --- | --------------------- | ------------------------------------------------------------------------ | ------------ | -------------- |
| 613 | Dorfstraße 10 (Karte) | Katen (ehem. Schule)                                                     |              |                |
| 615 | Dorfstraße 14 (Karte) | Doppelkaten                                                              |              |                |
| 616 | Dorfstraße 16 (Karte) | Altes Pfarrhaus                                                          |              |                |
| 619 | Dorfstraße 16 (Karte) | Kirche mit Glockenstuhl                                                  |              | Weitere Bilder |
| 619 | Dorfstraße 16 (Karte) | Kirchhof mit Grabstelen und Grabkreuzen und 7 Grabplatten v. der Lancken |              |                |
| 617 | Dorfstraße 17 (Karte) | Wohnhaus                                                                 |              |                |
| 617 | Dorfstraße 17 (Karte) | Hühnerstall                                                              |              |                |
| 617 | Dorfstraße 17 (Karte) | Wohnhaus mit Stall und Hühnerstall                                       |              |                |
| 617 | Dorfstraße 17 (Karte) | Stall                                                                    |              |                |
| 618 | Dorfstraße 19 (Karte) | Pfarrhaus                                                                |              |                |
| 612 | Dorfstraße 7 (Karte)  | Wohnhaus                                                                 |              |                |

## Groß Banzelvitz
| ID  | Lage              | Bezeichnung | Beschreibung    | Bild |
| --- | ----------------- | ----------- | --------------- | ---- |
| 317 | Am Berg 1 (Karte) | Gutshaus    | Es ist bewohnt! |      |

## Kartzitz
| ID  | Lage                                      | Bezeichnung | Beschreibung | Bild |
| --- | ----------------------------------------- | --- | --- | --- |
| 355 | Am Park 2, 2a (Karte)                     | Westliche Scheune (Gutsanlage) | | |
| 355 | Am Park 2, 2a, 3, 4, 5, 6a, 7, 7a (Karte) | Park und Freiflächen (Gutsanlage) | | |
| 355 | Am Park 4 (Karte)                         | Westliches Kavaliershaus | | |
| 355 | Am Park 5 (Karte)                         | Gutsanlage mit Gutshaus, westlichem und östlichem Kavaliershaus, östlicher und westlicher Scheune, ein Stall sowie Park und Freiflächen | Gut vom 15. bis zum Ende des 19. Jh. im Besitz der Familie von Usedom. Mai 1945: Suizid der Familie Ernst von Schinckel, Besitzer des Guts (Gedenkstein auf der Teichinsel). 1990: Rückkauf des Guts durch Joachim von Schinckel. Haupthaus: Barocker, 1-gesch., 10-achs, Putzbau von 1750 mit Mansarddach, 2-gesch. Mittelrisalit, beidseitig zwei Flügelbauten, barocke Parkanlage um 1800 erweitert und teilweise zum englischen Landschaftspark umgestaltet. | Gutsanlage mit Gutshaus, westlichem und östlichem Kavaliershaus, östlicher und westlicher Scheune, ein Stall sowie Park und Freiflächen |
| 355 | Am Park 5 (Karte)                         | Östliche Scheune (Gutsanlage) | | |
| 355 | Am Park 5 (Karte)                         | Gutshaus | | |
| 355 | Am Park 6 (Karte)                         | Stallgebäude (Gutsanlage) | | |
| 355 | Am Park 6a (Karte)                        | Östliches Kavalierhaus (Gutsanlage) | | |

## Moisselbritz
| ID  | Lage                 | Bezeichnung  | Beschreibung | Bild |
| --- | -------------------- | ------------ | ------------ | ---- |
| 427 | Quellgrund 2 (Karte) | Ehem. Schule |              |      |

## Tetzitz
| ID  | Lage                 | Bezeichnung                                              | Beschreibung | Bild |
| --- | -------------------- | -------------------------------------------------------- | --- | ---- |
| 753 | Am See 5 (Karte)     | Katen (Haus Verch)                                       | |      |
| 753 | Am See 6 (Karte)     | Restpark                                                 | |      |
| 753 | Am See 6 (Karte)     | Gutsanlage mit Gutshaus, Katen (Haus Verch) und Restpark | Gutshaus: Ruinöser, 1-gesch. Putzbau von 1746, 1863 erweitert, mit Mittelrisalit und Krüppelwalm, Göpelhaus: Achteckiges, saniertes Fachwerkhaus mit Reetdach. |      |
| 753 | Am See 6 (Karte)     | Gutshaus                                                 | |      |
| 611 | Dorfstraße 3 (Karte) | Aufsiedlungshaus                                         | |      |

## Zirmoisel
| ID  | Lage                 | Bezeichnung                                                                        | Beschreibung | Bild |
| --- | -------------------- | ---------------------------------------------------------------------------------- | ------------ | ---- |
| 891 | Feldstraße 8 (Karte) | Bubkevitz Schulgehöft, bestehend aus Lehrerwohnhaus mit Schulteil und Stallscheune |              |      |
| 837 | Feldweg 12 (Karte)   | Holsteinerhaus (mit Stall)                                                         |              |      |
| 837 | Feldweg 12 (Karte)   | Stall (zum Holsteinerhaus)                                                         |              |      |
| 836 | Viehweg 5 (Karte)    | Gutshaus                                                                           |              |      |

## Quelle
- Denkmalliste des Landkreises Vorpommern-Rügen